# Almirante Óscar Viel (AP-46)
El rompehielos Almirante Óscar Viel (AP-46), fue un buque perteneciente a la Armada de Chile que operó entre el 14 de enero de 1995 y el 11 de febrero de 2019. Fue construido en los astilleros Vickers-Armstrong de Montreal en Canadá en 1969, para la Guardia Costera de Canadá, y operó para ese país con el nombre de rompehielos Norman McLeod Rogers. Fue comprado por la Armada de Chile a principios de 1994.

## Campañas
Su primera campaña bajo antártica, se realizó a fines de 1995 y principios de 1996 desde su puerto base en la ciudad de Punta Arenas en la Región de Magallanes y Antártica chilena.
A fines del año 2018 la Armada decide que la nave ya no participará más en campañas antárticas debido a la antigüedad de la nave y a su alto costo de operación y mantención y decide su pronta baja del servicio para principios del año 2019,lo que finalmente se materializa con su retiro oficial del servicio activo el 11 de febrero del 2019 en Talcahuano ,luego de 24 años de servicios prestados. Fue hundido a través del lanzamiento de un misil disparado desde una fragata de la escuadra en ejercicios junto a la armada de los Estados Unidos.